# Arqueologia virtual

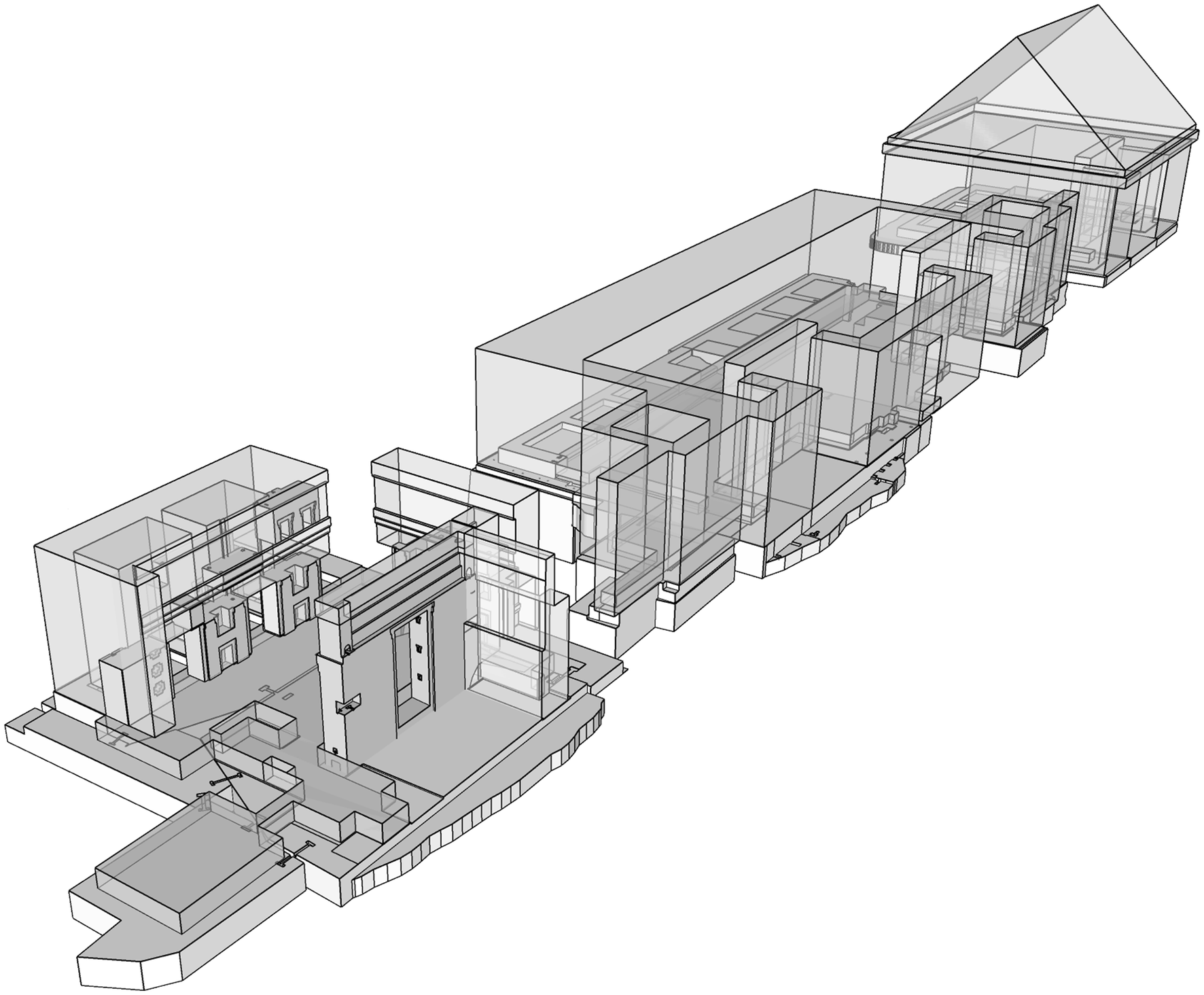
Reconstrução assistida por computador de uma parte de Puma Punku por Alexei Vranich

Arqueologia Virtual é um campo de pesquisa que trata da reconstrução de artefatos, edifícios e paisagens do passado (ainda existentes ou não, mas conhecidos por nós graças a fontes arqueológicas, históricas ou artísticas) através de modelos tridimensionais, hipertextos e soluções multimídia. A arqueologia virtual coleta, cataloga e disponibiliza todas as informações obtidas no trabalho de campo (escavações, artefatos, documentos, arquivos), transformando-as em conhecimento digital.
A arqueologia virtual usa métodos de sensoriamento remoto e de prospecção geofísica de superfícies próximas que oferecem a possibilidade de descobrir, investigar e documentar arqueologia oculta sem expor o risco de destruição, contribuindo para a preservação do patrimônio cultural ameaçado para as gerações futuras. O ato físico de tocar e escavar a arqueologia oculta inclui sua destruição. A prospecção não-invasiva transfere essas interações físicas em um espaço virtual de visualização de dados, onde o poder computacional pode combinar com interações humanas naturais e comunicação visual.
As abordagens tradicionais da arqueologia virtual incluem lidar com métodos de pesquisa para capturar informações de locais históricos, criar modelos a partir dessas informações e como apresentá-las ao público. Estes são procedimentos técnicos intensos que podem ser muito caros para alguns tipos de histórico ou projetos baseados em patrimônio. Os mundos virtuais permitiram que novos tipos de modelos de ou para locais de patrimônio fossem produzidos e disseminados por uma fração do custo.